# 2 kureń UPA „Udarnyky”
2 Kureń UPA "Udarnyky" (zwany przemyskim) – kureń Ukraińskiej Powstańczej Armii, należący do 26 Odcinka Taktycznego "Łemko" VI Okręgu Wojskowego "Sian".
Nazwa kurenia pochodzi od pseudonimu pierwszego dowódcy VI Okręgu – Jakiwa Czornija Udarnyka, który poległ w walce z wojskami NKWD na terenie Okręgu.

## Historia utworzenia
Kureń został zorganizowany wiosną 1945 przez Wasyla Mizernego Rena.

## Organizacja i struktura kurenia
Dowódcą kurenia był początkowo Mychajło Galo Konyk (do śmierci 6/7 stycznia 1946), a później Petro Mykołenko Bajda.
W skład kurenia wchodziły:
- sotnia "Udarnyky 95" – dowódca "Hromenko" (Mychajło Duda)
- sotnia "Udarnyky 94a" – dowódca "Burłaka" ("Staryj", Wołodymyr Szczyhelśkyj)
- sotnia "Udarnyky 96a" – dowódcy: "Jar" (Mychajło Kuczer, październik 1945 – lipiec 1946), "Kryłacz" (Jarosław Kociołek)
- sotnia "Udarnyky 94b" – dowódca "Łastiwka" (Grzegorz Jankowski)

Od października 1945 do kwietnia 1946 w składzie kurenia działała jeszcze sotnia „Worona” (Wołodymyra Soroczaka).